# Irène Hamoir
Irène Hamoir (Sint-Gillis, 25 juli 1906 – 17 mei 1994) was een Belgische romanschrijfster en dichteres. Ze stond mee aan het hoofd van de Belgische surrealistische beweging. Ze publiceerde haar poëzie onder de schuilnaam Irine, en verscheen onder de naam Lorrie in de werken van haar echtgenoot, Louis Scutenaire, en van René Magritte.

## Levensloop
Hamoir werd geboren in Sint-Gillis in Brussel in een familie die banden had met het circus, waarin zij in haar tienerjaren zelf ook optrad.
Haar familie, met name een aantal van haar ooms, stak spectaculaire circusnummers in elkaar met fietsen en motoren, waar zij later in haar boeken over schreef.
Nadien werkte zij als secretaresse in een schildersbedrijf. Haar eerste gedicht Métallique schreef ze in 1925, toen zij actief socialist werd. Zo kwam ze in contact met de ontluikende Belgische surrealistische beweging die ontstond rond kunstenaars als Magritte, Marc. Eemans, Scutenaire, Marcel Mariën, Paul Nougé en Marcel Lecomte. In 1929 werd ze aangenomen als secretaresse bij een financieel agentschap in Brussel. In 1930 trouwde ze met Scutenaire, die ook gedichten schreef. Na een reis door Parijs en Spanje vestigden ze zich in de Luzernestraat in Schaarbeek met de moeder van Scrutenaire. In 1931 ging ze als ambtenaar aan de slag bij het Internationaal Gerechtshof.
Voor Magritte stond Irène symbool voor de sirene. Hij werkte dit idee uit in een reeks foto's en schilderijen in de jaren '30.
Na Scutenaire's overlijden in 1987 publiceerde ze haar memoires over haar leven met hem samen in "Ma vie avec Scut" (Mijn leven met Scut). Ze stierf in Watermaal-Bosvoorde in 1994.
Zij liet een legaat na aan de Koninklijke Musea voor Schone Kunsten van België dat een honderdtal werken omvatte: doeken, gouaches, lithografieën en tekeningen.

## Beknopte bibliografie

### Poëzie
- Œuvre poétique (1930–1945) - (gepubliceerd onder de schuilnaam Irine). Saint-Generou près Saint Julien de Voventes: Maître François, 1949.
- Ithos - (anoniem gepubliceerd), ill. Claudine Jamagne. Leyden, 1971.
- L'Orichalcienne - La Louvière: Daily Bul, 1972.
- Corne de brune (1925–1976) - met illustraties van René Magritte, Rachel Baes, Danielle, Jane Graverol & Claudine Jamagne. Brussel: Isy Brachot en Tom Gutt, 1976.
- Le Comparse en fleurs et des aigrelettes - Paris: Éditions de l'Orycte, 1977.

### Proza
- La Cuve infernale - Brussel: Editions Lumière, 1944.
- Boulevard Jacqmain - Brussel: Editition des Artistes, 1953 - herdruk Brussel: Didier Devillez, 1996.
- La Cuve infernale, Nouvelles, édition augmentée - Brussel: Editions Brassa, 1987.
- Question à une tourterelle turque - Brussel, 1989.
- Croquis de rue - Bassac: Plein Chant, 1992.

- Bibliothèque nationale de France: cb120079656 (data)
- Gemeinsame Normdatei: 119437155
- International Standard Name Identifier: 0000 0001 0879 3111
- Library of Congress Control Number: nr88004628
- Nationale Bibliotheek van Tsjechië: pna2017947054
- Nederlandse Thesaurus van Auteursnamen: 146800346
- Système universitaire de documentation: 052541657
- Virtual International Authority File: 24611860
- WorldCat: E39PBJkXqKHjvh4f8D8vD994bd